# Lo spettro
Lo spettro és una pel·lícula de terror italiana del 1963 dirigida per Riccardo Freda, utilitzant el pseudònim "Robert Hampton". La pel·lícula és protagonitzada per Barbara Steele i Peter Baldwin. Encara que Freda no la va declarar mai, la pel·lícula és la readaptació de la novel·la "La vecchia poltrona", de Max Dave (pseudònim de Pino Belli), que va sortir l'any 1961 a la sèrie de novel·les de terror "I racconti di Dracula". Belli mai va rebre ni un cèntim per la seva història, ni se li va informar, ho va descobrir tot després de molts anys de l'estrena de la pel·lícula. També fou titulada The Spectre i Lo Spettro del Dr. Hichcock.

## Argument
El 1910 a Escòcia, el Doctor Hichcock (Elio Jotta), malalt i confinat a la seva cadira de rodes, presideix les sessions en què la seva mestressa, Catherine (Harriet Medin), actua com a mèdium. Segons la teoria de Hichcock, els trets de verí letal seguits d'un antídot podrien curar la seva discapacitat física. El jove doctor Livingstone (Peter Baldwin) es queda amb ell a la casa per administrar-li regularment aquest perillós tractament.
L'esposa d'Hichcock, Margaret (Barbara Steele) troba cada cop més insuportable viure amb el seu marit. Està tenint una aventura amb Livingstone, cosa que potser sospita el seu marit. Ella li implora que assassini Hichcock, cosa que finalment fa injectant el verí però no administrant l'antídot. Durant la distribució de les propietats d'Hichcock, Margaret i Livingstone s'assabenten que Hichcock només fa poc que va canviar el seu darrer testament. Margaret aconsegueix la casa i el seu contingut, però només una tercera part dels bons, accions, moneda i joies del seu marit, que són guardats a la caixa forta del metge.
Quan Caterina els va dir que la clau de la caixa forta que contenia els objectes de valor estava a la jaqueta enterrada amb ell, visiten en secret a la volta, obren el seu taüt i la recuperen, amb la intenció d'emportar-se una part més gran dels objectes de valor. Livingstone obre la caixa forta mentre la Margaret surt de l'habitació amb la Catherine. Està buida. Més tard, escolten la veu d'Hichcock cridant-los i experimenten altres fenòmens poltergeist, inclosa l'aparició del mateix Hichcock, semblant a un fantasma. Una nit, Catherine, aparentment posseïda per Hichcock, parla amb la seva veu i li diu a Margaret que els seus objectes de valor estan enterrats sota el seu taüt. Torna a la volta per trobar una caixa daurada. En obrir-la, ella es talla. La caixa no conté més que una calavera. Llavors, Catherine insinua que Livingstone es va endur els objectes de valor quan va obrir la caixa forta en absència de Margaret. La Margaret troba joies a la seva bossa, per sorpresa de Livingstone. Margaret el mata amb una navalla i l'arrossega al celler, on utilitza el querosè d'un llum per cremar-li el cos.
Margaret se sent atreta a l'estudi d'Hichcock pel so la seva campana de mà, on contempla el suïcidi per verí, l'aboca en un got de ginebra, però no el beu. Comença a sentir-se malalta i s'asseu quan hi apareix Hichcock, viu i ja no discapacitat. Li diu que va enverinar la caixa amb una dosi no letal de curare, que ara la paralitza ràpidament. Hichcock mata a trets la seva còmplice Catherine i fa que Margaret toqui l'arma per incriminar-la. Finalment, ell brindia la mala salut de la Margaret amb el got de ginebra que es va abocar per a ella mateixa i la beu. Quan s'adona que està enverinat, demana a Margaret l'antídot. Ella riu i destrueix el vial d'antídot. Hichcock es fica dins d'una habitació secreta darrere de la prestatgeria, tancant-se. La policia arriba i arresta la Margaret rient i paralitzada per l'assassinat de Catherine, portant-la fora de l'habitació.
Quan el Canonge Owens, el rector de la parròquia, arriba i sent sorolls esmorteïts des de darrere de la prestatgeria de la biblioteca, s'adreça al retrat d'Hichcock amb les paraules: "Li vaig dir, doctor Hichcock, que el diable és una persona molt real". Aleshores surt de l'habitació.

## Repartiment
- Barbara Steele: Margaret Hichcock
- Peter Baldwin: Dr. Charles Livingstone
- Elio Jotta (pseud. Leonard G. Eliott): Dr. John Hichcock
- Harriett Medin-White: Kathryn Wood, la mestressa
- Carol Bennet:
- Charles Kechler: prefecte de policia
- Umberto Raho (pseud. Raoul H. Newman): canonge Owens
- Reginald Price Anderson: Fisher, l'advocat

## Producció
Lo spettro va ser rodada a Roma. És una reimaginació gòtica de la pel·lícula Les Diaboliques (1955).
El grup de producció italià està acreditat per àlies. La partitura musical s'atribueix a "Franck Wallace", de qui la revista italiana  Bianco e Nero  i el  Monthly Film Bulletin afirmen que és un pseudònim de Franco Mannino. Quan Beat Records va tornar a publicar la partitura, van trobar les cintes acreditades a Francesco De Masi que no està acreditat a la pel·lícula.
Riccardo Freda havia dirigit Barbara Steele a la pel·lícula de terror L'orribile segreto del dr. Hichcock l'any anterior. En aquella pel·lícula, el personatge de Steele també estava casat amb un doctor Hichcock, però cap dels dos personatges tenia cap connexió amb els de "Lo spetro".

## Estrena
Lo spetro es va estrenar a Itàlia el 30 de març de 1963, on va ser distribuït per Dino de Laurentiis. La pel·lícula va recaptar un total de 175 milions de lires en la seva estrena al cinema. Freda va dir que els censors no van posar cap objecció al contingut de la pel·lícula.
La pel·lícula es va estrenar més tard al Regne Unit el febrer de 1964i als Estats Units el 18 de febrer de 1965 a Dallas.

## Recepció crítica
En una ressenya contemporània, The Monthly Film Bulletin va afirmar que "Pioctòricament, la pel·lícula és un nocaut", mentre que el diàleg doblat és "el més inepte del món". La rssenya va concloure que Lo spetro va ser "un exercici esplèndid a Grand Guignol".
Leonard Maltin va premiar la pel·lícula amb dues estrelles i mitja de les quatre possibles que complementaven l'atmosfera de la pel·lícula, titllant-la d'"Horror mesurat, decepcionat per la trama rutinària".